# Xyrichtys blanchardi
Xyrichtys blanchardi е вид бодлоперка от семейство Labridae. Видът не е застрашен от изчезване.

## Разпространение и местообитание
Разпространен е в Асенсион и Тристан да Куня и Остров Света Елена.
Обитава пясъчните дъна на морета. Среща се на дълбочина от 35 до 40 m.

## Описание
На дължина достигат до 21,2 cm.